# Pokey Mom
«Pokey Mom» (рус. Мардж и тюрьма) — десятый эпизод двенадцатого сезона мультсериала «Симпсоны». Впервые вышел в эфир 14 января 2001 года.

## Сюжет
Мардж просит Гомера в выходной день отвезти её с детьми на выставку фартуков. По пути домой Симпсоны также посещают родео, в котором участвуют заключённые Спрингфилдской Тюрьмы. Разумеется, не обходится без неприятностей и Гомер по собственной вине попадает в травмпункт. Пока Гомера осматривают врачи, Мардж замечает, что у одного из заключённых по имени Джек Кроули есть талант к рисованию. Осмотрев работы Джека, Мардж решает устроиться работать тюремным учителем рисования. Поначалу многие заключённые отрицательно относятся к новенькой, но благодаря авторитету Кроули Мардж удаётся приучить всех зэков к искусству.
Тем временем Доктор Хибберт ставит Гомеру диагноз: у него серьёзное искривление позвоночника. Современная медицина не может исправить эту проблему, поэтому Хиберт даёт Гомеру визитку хиропрактика. Тот делает Гомеру массаж, от которого у главы семейства ненадолго перестаёт болеть спина. Не желая зависеть от нового лечения, Гомер пытается придумать что-нибудь другое. По случайности Гомер падает на мусорный бак и полностью исцеляет себе спину. Тогда он решает открыть свою собственную клинику по лечению позвоночников с помощью того же бака, который Симпсон-старший назвал «Чудесным—Исправляющим Спины—Волшебным Цилиндром Доктора Гомера». Новый бизнес Гомера успешно развивается и вскоре у него на сеансах побывала половина города. Разумеется, это не понравилось хиропрактикам, дело которых пошло под откос. Не сумев убедить Гомера прекратить отбирать клиентов, они попросту крадут его «волшебный» бак и превращают его в металлолом. Гомер хочет отомстить наглецам, но Мо отговаривает главу семейства от войны с хиропрактиками, которая вряд ли будет для Гомера успешной…
Мардж всё больше нравятся картины Джека и сам художник. Поэтому она пытается выпросить досрочное освобождение Кроули, чтобы тот мог начать новую жизнь. В конце концов ей удаётся убедить комиссию в том, что Джек — совершенно новый человек и он обретает свободу. Мардж решает устроить Кроули работать в Спрингфилдскую Начальную Школу. Директор Скиннер даёт новичку задание — создать новую настенную роспись с целью поднятия школьного духа. Джек рисует грозную девушку-воительницу верхом на пуме, однако эта картина не понравилась Скиннеру, ему хотелось увидеть детскую картинку с детьми и котятами. В итоге Кроули перерисовывает плакат. Разумеется, второй вариант никого не впечатляет, к тому же Скиннер врёт Суперинтенданту Чалмерсу, будто это — идея Кроули. В ярости Джек клянётся отомстить Скиннеру. И вот вскоре до Скиннера доходит страшное известие — школьная стена горит! Более того, огонь уничтожает набросок Скиннера и перед детьми открывается оригинальная картина Кроули. Все дети вместе со своей учительницей Эдной Крабаппл аплодируют оригиналу, но вскоре сгорает и он сам. Директор уверен, что поджог совершил Джек и велит Шефу Виггаму арестовать виновника. Мардж сама находит Кроули. Он говорит, что не поджигал стену и просит Мардж отвлечь полицию. Но пока Мардж делает это, она видит как Кроули поджигает машину Скиннера и злорадно хохочет. Вскоре он говорит Мардж, что поджёг стену, но не поджигал машину, хотя Мардж видела, как он это делает. Мардж понимает, что Джек соврал, чтобы отомстить Скиннеру и приказывает Шефу Виггаму отвести Кроули обратно в тюрьму, что тот с охотой и выполняет.

## Культурные отсылки
- Название серии является пародией на Покемона.
- Гомер упоминает о голубой футболке Барта. Футболка такого цвета была в пилотных сериях мультсериала.